# Wohnhaus Schwachhauser Heerstraße 55
Das Wohnhaus Schwachhauser Heerstraße 55, auch  Haus Banck, befindet sich in Bremen, Stadtteil Schwachhausen, Ortsteil Gete, Schwachhauser Heerstraße 55. Das Wohnhaus wurde 1897 nach Plänen von Albert Dunkel errichtet. 
Es steht seit 1984 unter Bremer Denkmalschutz.

## Geschichte
Das zweigeschossige, verputzte Wohnhaus mit Souterraingeschoss, Satteldach, Loggia und großem Erker wurde 1897 in der Epoche des Historismus  mit reichem Fassadenschmuck als Bremer Haus für Julius Banck (1857–1918) gebaut.

Heute (2018) wird das Haus durch Wohnungen, Büros und  Praxen genutzt. 
Daneben steht das von Dunkel entworfene Wohnhaus Schwachhauser Heerstraße 57.

Von dem Architekten Dunkel stammen in Schwachhausen u. a. das Wätjenhaus im Bürgerpark und seine Villa Dunkel.
Hinweis: Es gibt ein Haus Banck von 1894 in Bremen-Mitte, Ortsteil Ostertor, Kohlhökerstraße 20, auch nach Plänen von Dunkel.